# Fátua contra armas nucleares no Irã
Nos anos 90 foi aprovada uma fatwa contra o uso, aquisição e fabricação de armas nucleares e químicas por parte do Ali Khamenei em reação ao uso de armas químicas durante a guerra Irã-Iraque, sendo essa jurisprudência compatível com um conjunto de regras na tradição islâmica proibindo matar crianças, mulheres e idosos; contudo uma tradição contrária significativa permite o uso de qualquer meio para intimidar os incrédulos ou prevalecer sobre eles na guerra. Além disso, as fatwas são emitidas em resposta a determinadas circunstâncias e podem ser alteradas em resposta a mudanças de condições.  A própria existência desta fatwa é posta em dúvida por alguns sectores. 
A fatwa é citada no site do Ali Khamenei na parte que cita o acordo com Barack Obama. A fatwa também é citada por John Kerry. O Ali Khamenei sempre citou publicamente esta fatwa incluso na ONU.
O Irão declarou que o seu programa nuclear abandonou  todas as "limitações na produção, incluindo a capacidade de enriquecimento", em 4 de janeiro de 2019. O  reactor de água pesada em Arak produz como  subproduto  plutónio que pode ser usado em armamento nuclear. 